# Une séductrice dans ma maison
Pour plus de détails, voir Fiche technique et Distribution.
Une séductrice dans ma maison (Ties That Bind) est un téléfilm américain réalisé par Terry Ingram et diffusé le 1er mai 2006 sur Lifetime.

## Synopsis
Mariés depuis peu, Megan et Dave partagent une grande et belle demeure, équipée de tout le confort. Mais des difficultés financières viennent contrarier leur bonheur. Refusant de diminuer leur train de vie, ils décident de louer une partie de leur vaste demeure. Leur petite annonce suscite l'enthousiasme et bientôt, leur choix se porte sur une certaine Courtney Allison, une belle jeune femme dynamique et épanouie. Mais Dave, souvent absent du fait de son métier de chirurgien, constate que la locataire joue un double jeu. En effet, il estime que Courtney est un peu trop proche de Megan. Le climat se tend, et le jeune couple décide de l'expulser. Mais la loi est du côté de Courtney...

## Fiche technique
- Réalisation : Terry Ingram
- Année de production : 2006
- Société de production : Insight Film Studios
- Format : 1,33:1, couleur
- Son : stéréo
- Durée : 89 minutes
- Dates de premières diffusions :
  -  États-Unis : 1er mai 2006 sur Lifetime
  -  France : 29 mars 2007 sur TF1
- Interdit aux moins de 10 ans

## Distribution
- Nicole de Boer (VF : Marine Jolivet) : Megan Mahoney
- Brian Krause : Dave Geiger
- Sonya Salomaa : Courtney Allison
- Françoise Robertson (en) : Keira Green
- Dean Marshall (en) : Inspecteur Barlow
- John Maclaren (de) : Docteur Walsh
- Paula Shaw : Madame Vega
- Robinne Fanfair : Docteur Bev Richardson
- Jeff Snider : Nikita
- Dean Aylesworth : Jesse Smith
- Alberta Mayne (en) : Karen
- James Upton : Brad Jackson
- Launey Trask : Rick Walsh
- Kristyn Rose : Fille débridée
- Claude Duhamel : Gars débridé
- Kelly Woods : Candidate folle
- Kaja Gjesdal : Candidate B / D
- James Lafazanos (arz) : Locataire parfait
- Gerry Mackay : Docteur
- Sandy Medeiros : Candidate C
- Tosca Baggoo : Infirmière aux urgences
- Michele Byrne : Infirmière aux urgences